# Fascinador

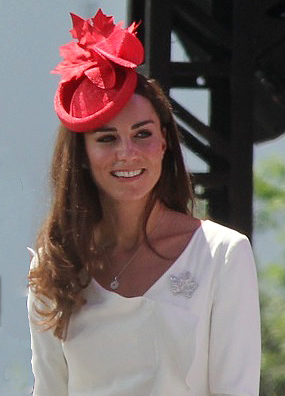
Catalina, duquesa de Cambridge, llevando un fascinador rojo durante su visita a Canadá en 2011.

Un fascinador (del inglés fascinator), o simplemente tocado o adorno, es una pieza de sombrerería femenina. Fueron inicialmente pequeñas piezas ligeras para la cabeza. Desde los años 1990 el término se refiere a una pieza como alternativa al sombrero; es normalmente un diseño decorativo grande sujeto a una banda o clip, a veces incorporando una base para parecerse a un sombrero, en este caso se suele denominar hatinator.

## Historia

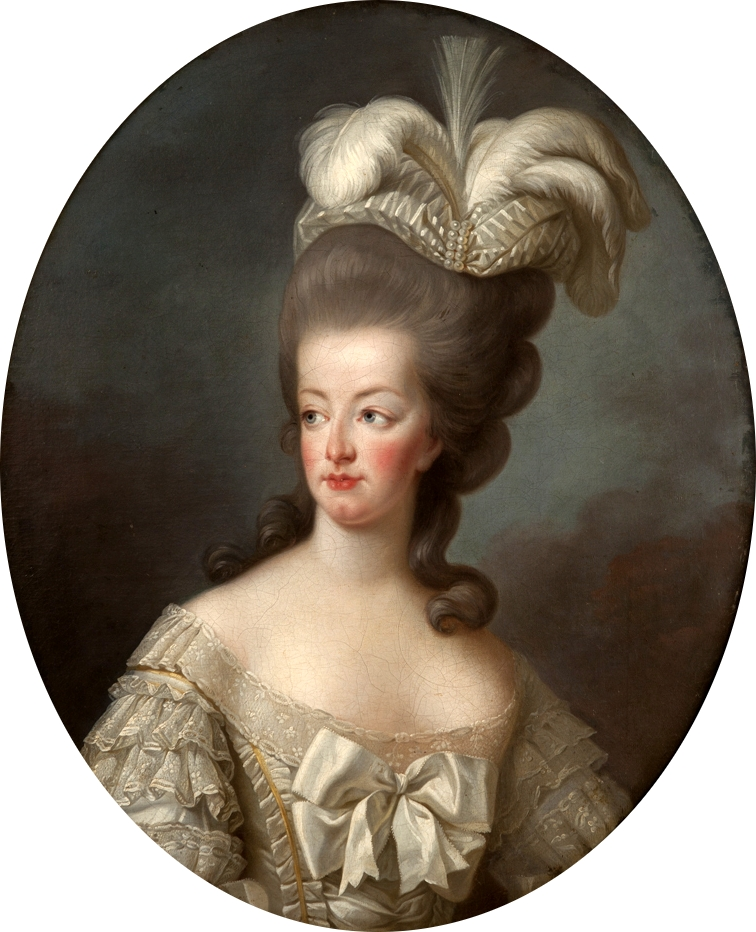
María Antonieta con tocado de plumas en su cabello.

Era costumbre que las mujeres cristianas en Europa llevaran alguna clase de cobertura en la cabeza, cofias y tocados. La moda europea de decorar la cabeza con un sombrero se remonta al Renacimiento, a finales del siglo XVI. Durante la época Barroca, en el siglo XVII, se desarrollaron decoraciones de cabeza que no eran sombreros. La reina María Antonieta introdujo la moda de utilizar plumas de avestruz como una decoración de cabeza popular entre las damas de las cortes reales europeas. El aumento del comercio con África significó que las plumas de avestruz se volvieran más fácilmente disponibles para ser usadas en artículos de moda, aunque eran todavía costosas y por tanto asequibles únicamente para la aristocracia y la clase alta.
En el siglo XIX, un fascinador era también una capucha ligera o bufanda llevada alrededor de la cabeza y atada bajo la barbilla, habitualmente tejidas en punto o ganchillo. Estaba hecha de tejido blando, ligero y originalmente se pudo haber llamado "nube." La "nube" es descrita en 1870 como "una bufanda ligera de tejido fino sobre la cabeza y alrededor del cuello, [usado] en lugar de una capucha de ópera cuando se sale por la noche." Este fascinador pasó de moda definitivamente en los años 1930, cuando fue descrito como una capucha de encaje similar "a un pasamontañas delicado."
El término "fascinator" para describir una forma particular de tocado moderno de finales del siglo XX y principios del XXI surgió en los últimos años del siglo XX. Posiblemente para denominar los diseños de los años 1990 inspirados en los pequeños sombreros de cóctel de los años 1960, diseñados estos para posarse sobre los altos y rígidos peinados de la época. Aunque no dieron su nombre al estilo, se les atribuye a los sombrereros Stephen Jones y Philip Treacy el haber popularizado y establecido los fascinadores.

## Usos

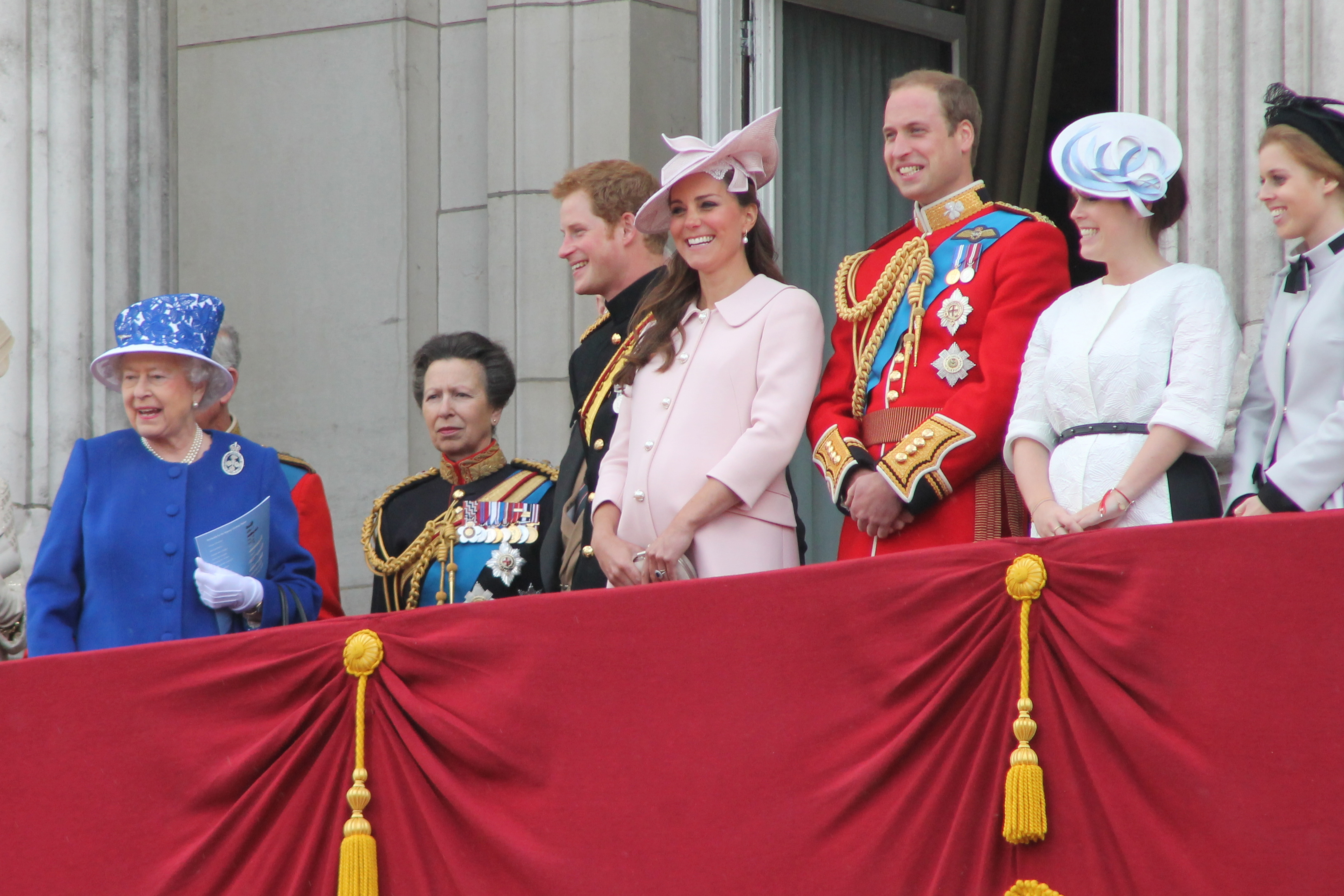
La familia real británica, con la reina luciendo un sombrero azul, la duquesa de Cambridge un hatinator rosa, y la princesa Eugenia de York un fascinator negro (junio de 2013).

Hoy, un fascinador es llevado en ocasiones donde los sombreros son habituales, a veces sirviendo como un accesorio de noche, cuando se puede llamar sombrero de cóctel. Es generalmente llevado con atuendo bastante formal. Además, los fascinadores son frecuentemente llevados por mujeres cristianas como cubierta de cabeza durante los servicios en la iglesia, especialmente durante bodas.
Un fascinador tiene cierto volumen. Más grande que un broche para el cabello, los modernos fascinadores están hechos generalmente con plumas, flores o cuentas. Necesitan ser sujetados al cabello por una peineta, cinta o clip. Son especialmente populares en las grandes carreras de caballos, como el Grand National, el Derby de Kentucky y la Melbourne Cup. Las novias pueden escoger llevarlo como alternativa al velo o sombrero nupciales, especialmente si su vestido no es de tipo tradicional.
En la boda del príncipe Guillermo y Catalina Middleton en abril de 2011, varias invitadas llevaron fascinadores. Entre ellas la princesa Beatriz de York, que lució una pieza diseñada por el sombrerero irlandés Philip Treacy. La forma inusual y el color causaron bastante revuelo en los medios de comunicación y se convirtió en fenómeno de internet con su propia página de Facebook. La princesa Beatriz utilizó la publicidad para subastarlo en eBay, donde se vendió por 99.000 euros que donó a la caridad.
En 2012 la organización de las carreras hípicas de Ascot anunció que las mujeres tenían que usar sombreros, no fascinadores, como parte del código de etiqueta en el recinto del Hipódromo de Ascot. En los años anteriores sencillamente se aconsejaba el "sombrero para las señoras."

## Hatinator
El término hatinator, surgido a inicios de los años 2010, se usa para describir un tocado que combina las características de un sombrero y un fascinador. El hatinator se sujeta a la cabeza con una banda como un fascinador, pero tiene el aspecto de un sombrero, mientras el fascinador es mucho más pequeño y normalmente no va sobre los lados de la cabeza. El estilo particular de sombrerería preferido por Catalina, duquesa de Cambridge, es a veces descrito como hatinator.

## Galería

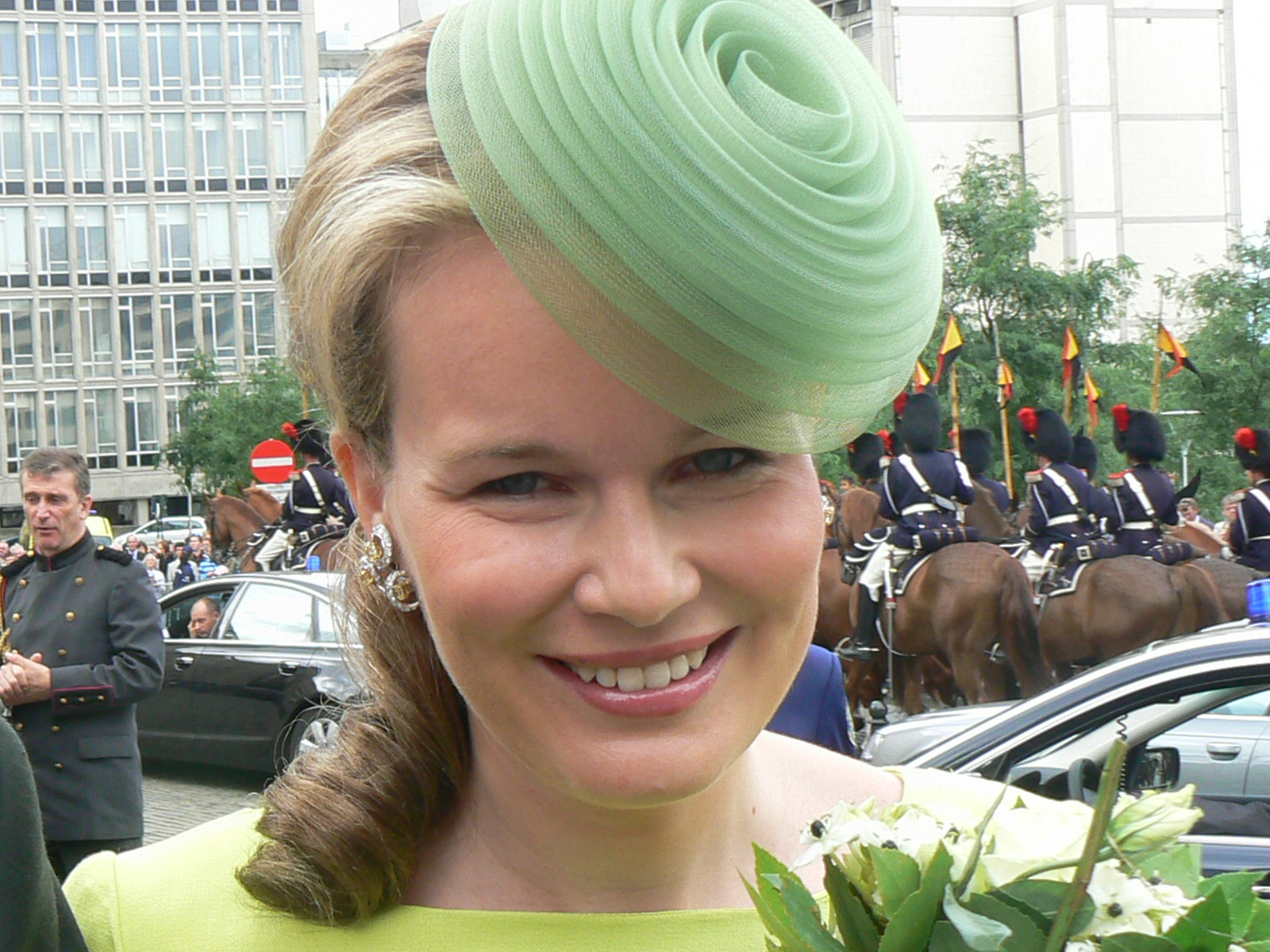
La reina Matilde de Bélgica llevando un ligero fascinador verde.
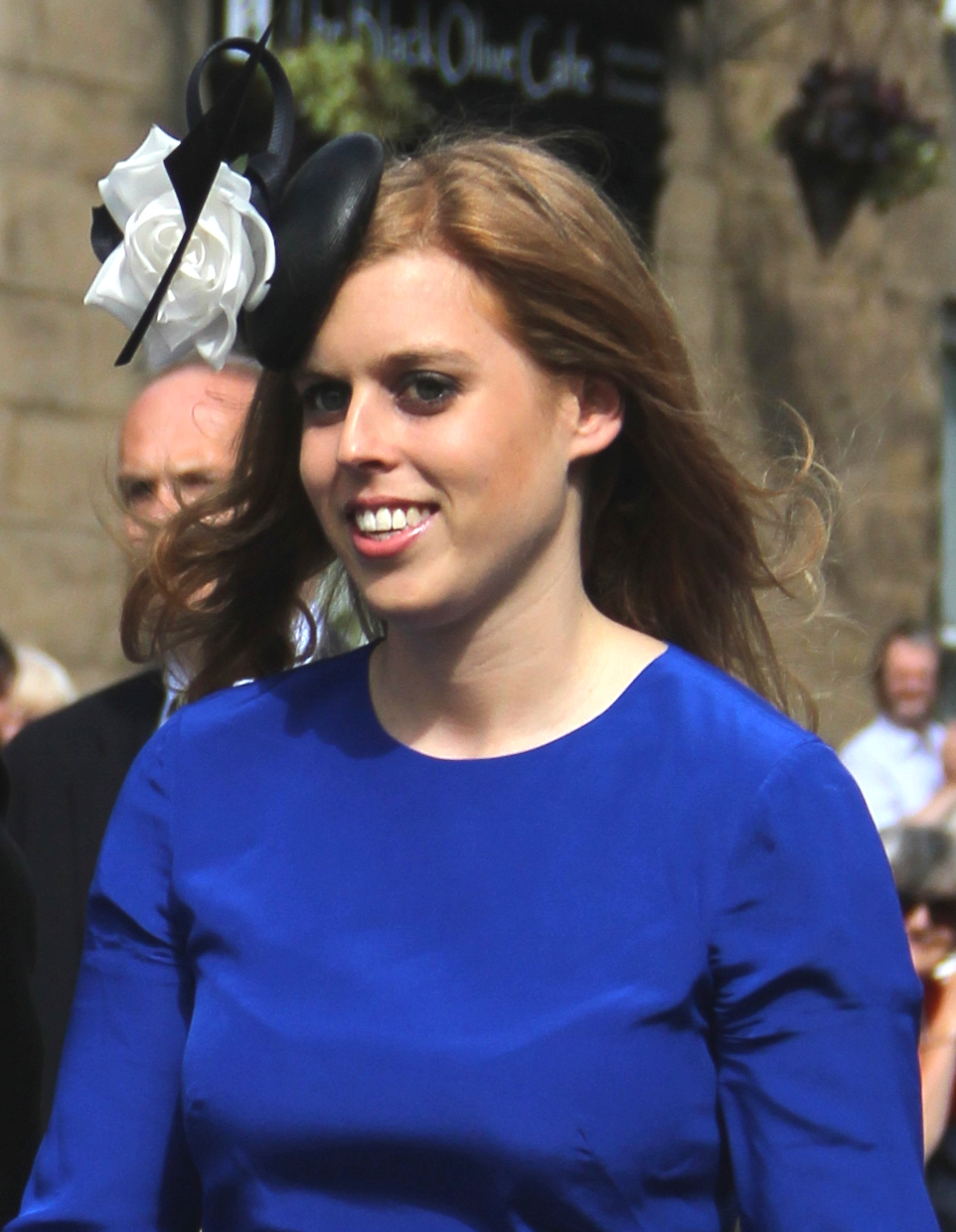
La princesa Beatriz de York llevando un fascinador blanco y negro.
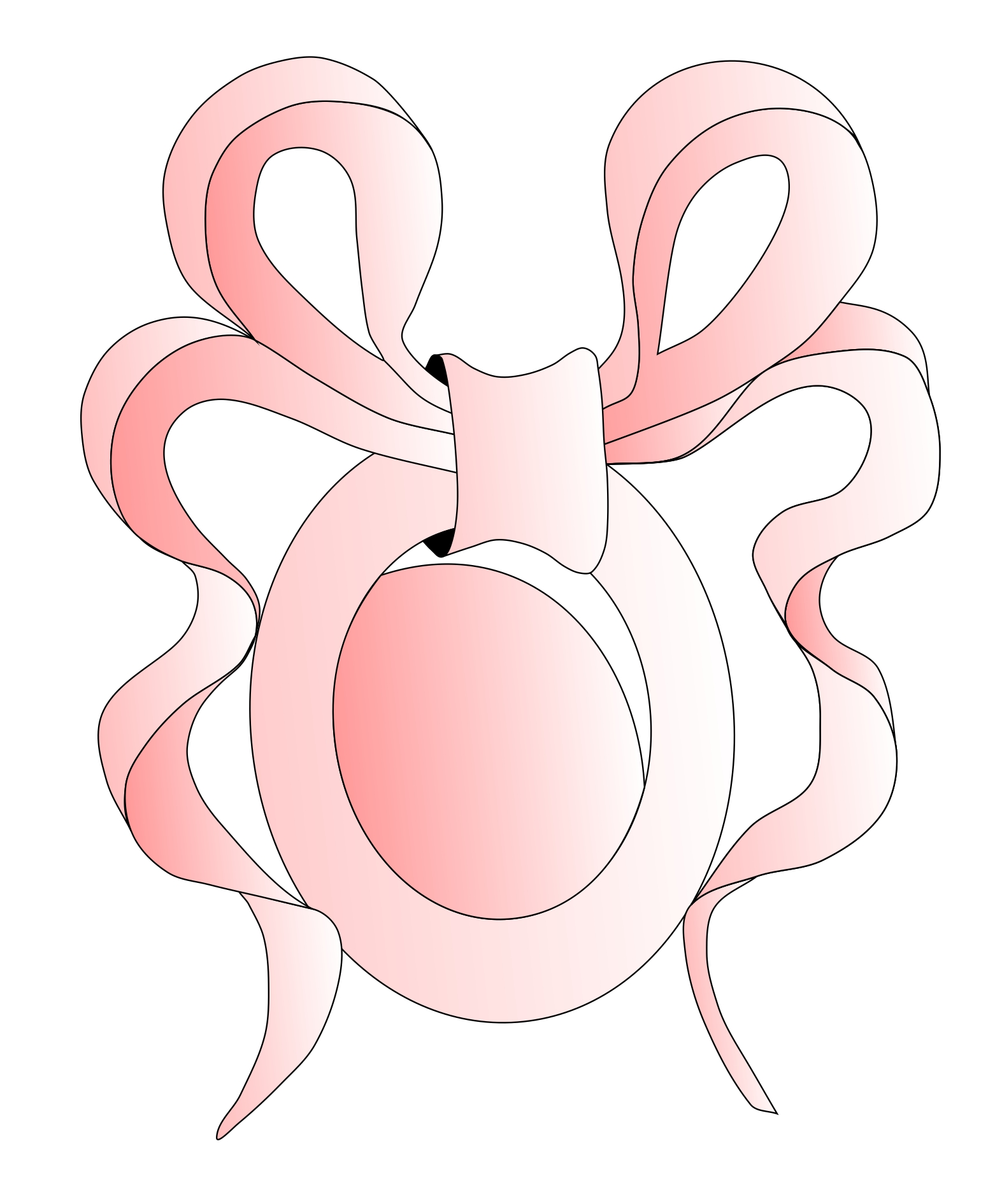
Dibujo de 2011 del fascinador de la princesa Beatriz, por Philip Treacy.
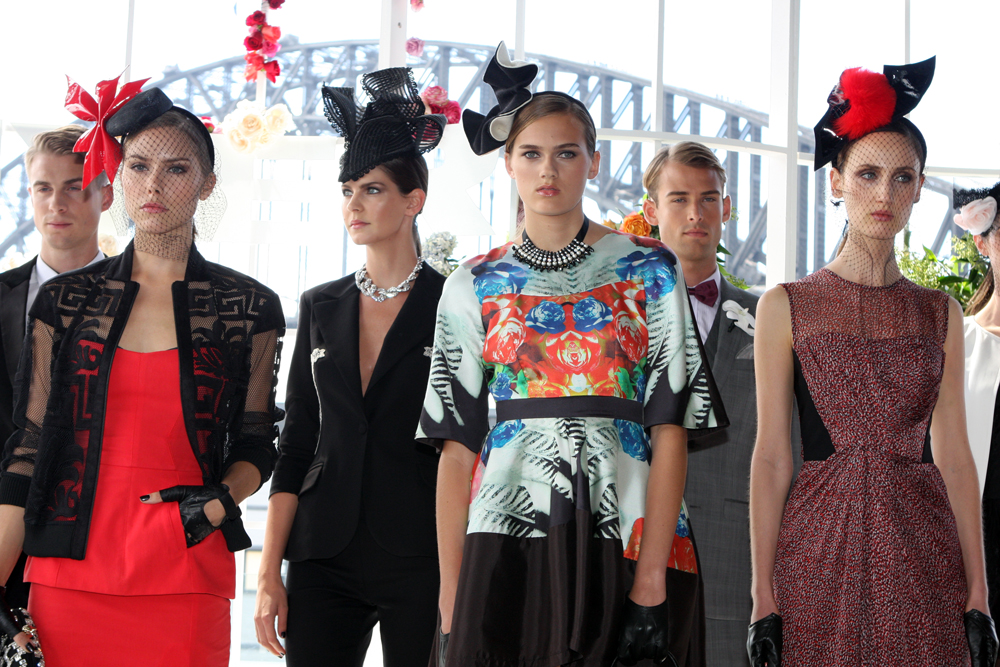
Ámbar Sherlock, (a la izquierda), en el preestreno de una colección de moda en 2013.
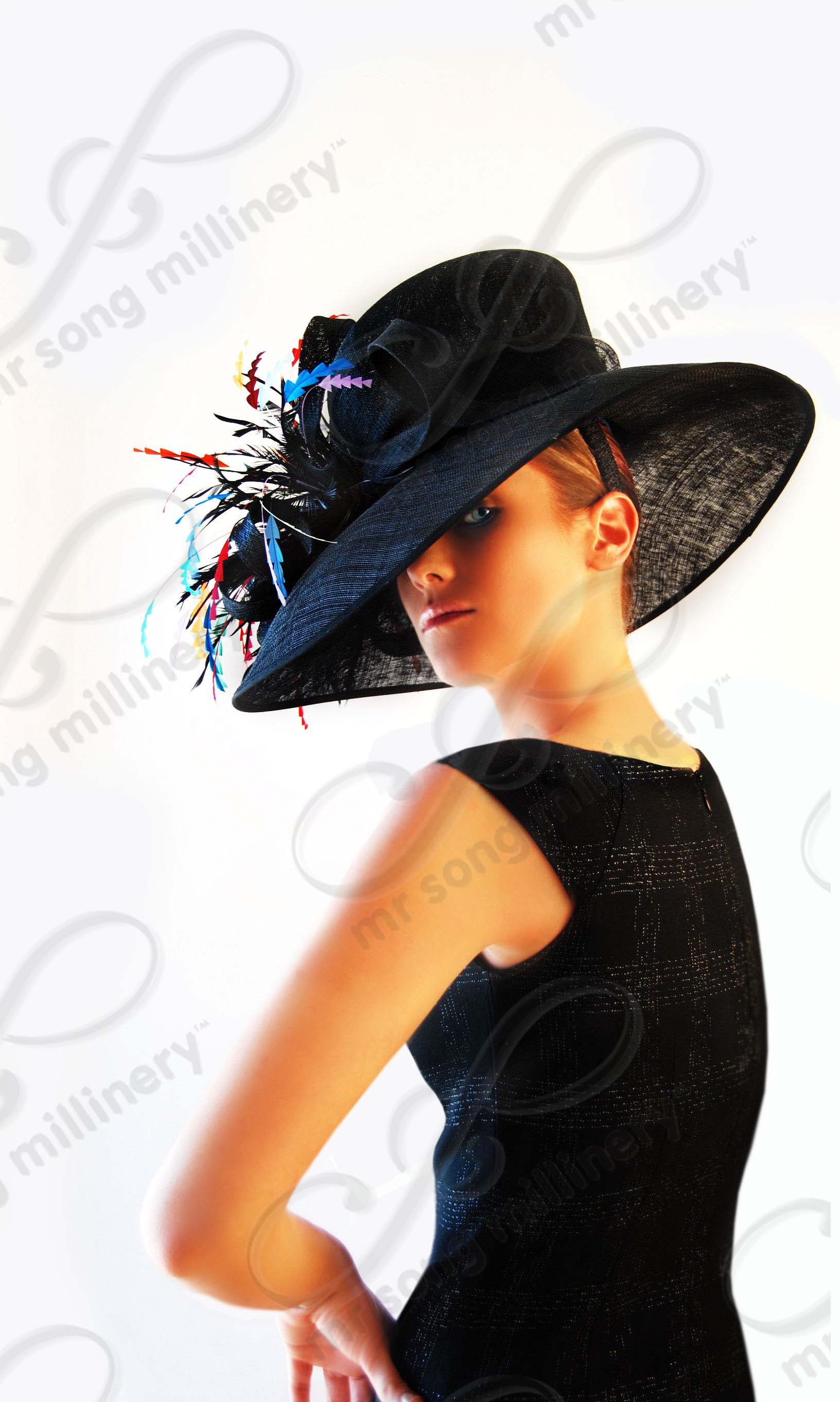
Hatinator, foto de moda, 2013.